# Tristachya bequaertii
Tristachya bequaertii là một loài thực vật có hoa trong họ Hòa thảo. Loài này được De Wild. miêu tả khoa học đầu tiên năm 1919.